# Obrazni ščit
Obrazni ščit ali osebna zaščitna oprema (OZO) je namenjena zaščiti celotnega obraza (ali njegovega dela) uporabnika pred nevarnostmi, kot so leteči predmeti in ostanki ceste, kemični brizgi (v laboratorijih ali v industriji) ali potencialno nalezljive materiali (v medicinskem in laboratorijskem okolju).

## Industrija
Ščit za obraz je namenjen za zaščito delnega ali celega obraza ter oči in ščiti pred nevarnostmi. Ščit za obraz lahko uporabljamo tudi z očali.

### Standardi
ANSI (Ameriški standardi)
- Oznaka Z87: Osnovni udar: Obrazni ščitniki se morajo upreti udarcem iz jeklene krogle premera 25,4 mm (1 in), ki je padla z višine 127 cm (50 in).
- Oznaka Z87 +: Močan udar: Obrazni ščitniki se morajo upreti udarcem iz jeklene krogle premera 6,35 mm (0,25 in), ki potuje s hitrostjo 91,4 m / s (300 ft / s)
- ref. ANSI Z87.1

### EN 166(Evropski standard)
Ti ščiti so namenjeni zaščiti pred visoko hitrostnimi delci in morajo prenesti udarce jeklene kroglice z nazivnim premerom 6 mm, udarce v okularije in bočno zaščito pri navedeni hitrosti.
- Oznaka A: 190 m / s.
- Oznaka B: 120 m / s.
- Oznaka F: 45 m / s.
- ref. EN166

### CSA(Kanadski standardi)
- Z94.3-15 Ščitniki za oči in obraz Razred 6 se nanaša na ščitnike za obraz in je razdeljen v 3 podrazrede
- 6A - Zaščita pred udarci, prebadanjem, brizganjem glave, glave in bleščanja.
- 6B - Zaščita pred sevanjem. Tudi za zaščito pred udarci pred majhno toploto, brizganjem vode, bleščanjem in lahkim predrtjem.
- 6C - Uporaba pri visokih temperaturah in lahka neprebojna zaščita pred udarci.
- ref. CSA Z94.3-15

Glej tudi varilna čelada.

### Materiali
- Polikarbonat (PC)

Zagotavlja odlično odpornost na udarce, optično kakovost, toplotno odpornost in normalno kemično odpornost.
- Celulozni acetat (CA)

Zagotavlja normalno odpornost na udarce, optično kakovost, toplotno odpornost in dobro kemično odpornost.

## Predelovalne dejavnosti
Za izdelavo zaščitnih plošč se uporabljata dve metodi: iztiskanje in brizganje. Obrazni ščiti, izrezani iz ekstruzijskih plošč, zagotavljajo boljšo odpornost na udarce kot brizgani obrazni ščitniki, ker so ekstruzijski listi izdelani iz plastičnih peletov z visoko molekulsko maso, medtem ko morajo za brizganje uporabiti plastične pelete z nižjo molekulsko maso, ki zagotavljajo boljše lastnosti toka taline, potrebne za brizganje. Na primer, celo zaščitni ščiti debeline 0,8 mm iz ekstrudiranih polikarbonatnih plošč lahko prenesejo udarce jeklene krogle nominalnega premera 6 mm, ki potuje s hitrostjo 120 m / s (evropski standard, zaščita pred delci visoke hitrosti - vpliv srednje energije), medtem ko obrazni ščitniki za brizganje morajo imeti debelino najmanj 1,5 mm, da prenesejo enak udar. Toda brizganje lahko zagotovi bolj zapleteno obliko kot iztiskanje.

## Medicina
V medicinskih aplikacijah se izraz "ščit za obraz" nanaša na različne pripomočke, ki se uporabljajo za zaščito zdravstvenega delavca med postopkom, ki bi jih lahko izpostavil krvi ali drugim potencialno nalezljivim tekočinam. Primer je uporaba maske za CPR med izvajanjem reševalnega dihanja ali CPR. Drug primer je uporaba osebne zaščitne opreme za zaščito obraza pred izpostavljenostjo potencialno nalezljivim materialom.

## Policija in vojska
V vojaških okoljih ali okolju pregona je lahko zaščitni pokrov zasnovan za balistično ali ne balistično zaščito. Ne balistični ščit ne bo zagotovil zaščite pred izstrelki iz strelnega orožja , vendar je običajno zasnovan tako, da vzdrži udarce z nizko hitrostjo, kot so udarci ali vrženi predmeti.
Balistični ščit je zasnovan tako, da ščiti pred udarci, da ustavi ali zaobide udarec oziroma delce z uporabnikovih bombnih oblek. Za zaščito uporabnikovih oči in obraza pred balističnimi grožnjami v boju, je zasnovan PEO Soldier program Ministrstva za obrambo Združenih držav Amerike.

## Gradbeništvo
Na gradbiščih delavci uporabljajo obrazne ščite za zaščito pred odpadajočim materialom in iskrami. Z uporabo orodij za rezanje in delo s kovinami, se priporoča uporabo obraznega ščita. Na primer pri varjenju in rezanju kovin.